# 52387 Huitzilopochtli
Az 52387 Huitzilopochtli (ideiglenes jelöléssel (52387) 1993 OM7) egy földközeli kisbolygó. Eric Walter Elst fedezte fel 1993. július 20-án.